# Fed Cup 2018
Navigation
Édition précédente Édition suivante
La Fed Cup 2018 est la 56e édition du plus important tournoi de tennis opposant des équipes nationales féminines.

## Organisation
L'organisation reste inchangée pour cette 56e édition de la Fed Cup avec les groupes mondiaux I et II et les barrages I et II.
Toutes les rencontres se déroulent au domicile de l'une des équipes qui, sur un week-end, se rencontrent en face à face au meilleur de cinq matchs (quatre simples et un double).

### Groupe mondial I
Le groupe mondial I compte huit équipes, les demi-finalistes 2017 et les vainqueurs des barrages I 2017, qui s'affrontent par élimination directe dans un tableau à trois tours organisés successivement en février, avril et novembre. Les équipes vaincues au premier tour disputent les barrages I 2018.
| Biélorussie (1)                                    | États-Unis (2) | République tchèque (3) | France (4) |
| Allemagne                                          | Belgique       | Pays-Bas               | Suisse     |
| Note : Les équipes numérotées sont têtes de série. |                |                        |            |

### Groupe mondial II
Le groupe mondial II compte également huit équipes, les vaincus des barrages I 2017 et les vainqueurs des barrages II 2017, qui s'affrontent en face à face en un seul tour organisé en février. Les vainqueurs participent aux barrages I 2018 et les vaincus participent aux barrages II 2018.
| Russie (1)                                         | Italie (2) | Ukraine (3) | Roumanie (4) |
| Australie                                          | Canada     | Espagne     | Slovaquie    |
| Note : Les équipes numérotées sont têtes de série. |            |             |              |

### Barrages
Les barrages du groupe mondial I sont organisés en avril et opposent les équipes éliminées au premier tour du groupe mondial I et les vainqueurs du groupe mondial II. Les vainqueurs participent aux rencontres du groupe mondial I de l'édition 2019 et les vaincus aux rencontres du groupe mondial II de l'édition 2019.
Les barrages du groupe mondial II opposent quatre équipes issues des compétitions par zones géographiques aux quatre perdants des rencontres du groupe mondial II. Les vainqueurs participent au groupe mondial II de l'édition 2019 et les vaincus sont relégués dans les compétitions par zones géographiques.

## Résultats

### Groupe mondial I

#### Tableau
|  | Quarts de finale 10 - 11 février | Quarts de finale 10 - 11 février |                        |   | Demi-finales 21 - 22 avril | Demi-finales 21 - 22 avril |  |  | Finale 10 - 11 novembre    | Finale 10 - 11 novembre    |
|  | Quarts de finale 10 - 11 février | Quarts de finale 10 - 11 février |                        |   | Demi-finales 21 - 22 avril | Demi-finales 21 - 22 avril |  |  | Finale 10 - 11 novembre    | Finale 10 - 11 novembre    |
|  |                                  |                                  |                        |   |                            |                            |  |  |                            |                            |
|  | Minsk, Biélorussie               | Minsk, Biélorussie               |                        |   | Stuttgart, Allemagne       | Stuttgart, Allemagne       |  |  | Prague, République tchèque | Prague, République tchèque |
|  | Minsk, Biélorussie               | Minsk, Biélorussie               |                        |   | Stuttgart, Allemagne       | Stuttgart, Allemagne       |  |  | Prague, République tchèque | Prague, République tchèque |
|  | Biélorussie (1)                  | 2                                |                        |   | Stuttgart, Allemagne       | Stuttgart, Allemagne       |  |  | Prague, République tchèque | Prague, République tchèque |
|  | Biélorussie (1)                  | 2                                |                        |   | Stuttgart, Allemagne       | Stuttgart, Allemagne       |  |  | Prague, République tchèque | Prague, République tchèque |
|  | Allemagne                        | 3                                |                        |   | Stuttgart, Allemagne       | Stuttgart, Allemagne       |  |  | Prague, République tchèque | Prague, République tchèque |
|  | Allemagne                        | 3                                | Allemagne              | 1 |                            |                            |  |  | Prague, République tchèque | Prague, République tchèque |
|  | Prague, République tchèque       |                                  | Allemagne              | 1 |                            |                            |  |  | Prague, République tchèque | Prague, République tchèque |
|  |                                  | République tchèque (3)           | 4                      |   |                            |                            |  |  | Prague, République tchèque | Prague, République tchèque |
|  | République tchèque (3)           | République tchèque (3)           | 4                      | 3 |                            |                            |  |  | Prague, République tchèque | Prague, République tchèque |
|  | République tchèque (3)           |                                  |                        | 3 |                            |                            |  |  | Prague, République tchèque | Prague, République tchèque |
|  | Suisse                           | 1                                |                        |   |                            |                            |  |  | Prague, République tchèque | Prague, République tchèque |
|  | Suisse                           | 1                                | République tchèque (3) | 3 |                            |                            |  |  |                            |                            |
|  | Mouilleron-le-Captif, France     |                                  | République tchèque (3) | 3 |                            |                            |  |  |                            |                            |
|  |                                  | États-Unis (2)                   | 0                      |   |                            |                            |  |  |                            |                            |
|  | Belgique                         | États-Unis (2)                   | 0                      | 2 |                            |                            |  |  |                            |                            |
|  | Belgique                         | Aix-en-Provence, France          |                        | 2 |                            |                            |  |  |                            |                            |
|  | France (4)                       | 3                                |                        |   |                            |                            |  |  |                            |                            |
|  | France (4)                       | 3                                | France (4)             | 2 |                            |                            |  |  |                            |                            |
|  | Asheville, États-Unis            |                                  | France (4)             | 2 |                            |                            |  |  |                            |                            |
|  |                                  | États-Unis (2)                   | 3                      |   |                            |                            |  |  |                            |                            |
|  | Pays-Bas                         | États-Unis (2)                   | 3                      | 1 |                            |                            |  |  |                            |                            |
|  | Pays-Bas                         |                                  |                        | 1 |                            |                            |  |  |                            |                            |
|  | États-Unis (2)                   | 3                                |                        |   |                            |                            |  |  |                            |                            |
|  | États-Unis (2)                   | 3                                |                        |   |                            |                            |  |  |                            |                            |

#### Quarts de finale
| Biélorussie – Allemagne : 2 - 3 Tchyjowka-Arena, Minsk, Biélorussie 10 - 11 février, Dur (int.) |                                  |                                   |                |
| 1                                                                                               | Aryna Sabalenka                  | Tatjana Maria                     | 4-6, 6-1, 6-2  |
| 1                                                                                               | Aliaksandra Sasnovich            | Antonia Lottner                   | 5-7, 4-6       |
| 1                                                                                               | Vera Lapko                       | Tatjana Maria                     | 4-6, 7-5, 0-6  |
| 1                                                                                               | Aryna Sabalenka                  | Antonia Lottner                   | 6-3, 5-7, 6-2  |
| 1                                                                                               | Lidziya Marozava Aryna Sabalenka | Anna-Lena Grönefeld Tatjana Maria | 7-64, 5-7, 4-6 |

| République tchèque – Suisse : 3 - 1 O2 Arena, Prague, République tchèque 10 - 11 février, Dur (int.) |                                 |                                |                  |
| 2 | Petra Kvitová                   | Viktorija Golubic              | 6-2, 1-6, 6-3    |
| 2 | Barbora Strýcová                | Belinda Bencic                 | 6-2, 6-4         |
| 2 | Petra Kvitová                   | Belinda Bencic                 | 6-2, 6-4         |
| 2 | Barbora Strýcová                | Viktorija Golubic              | Non joué         |
| 2 | Lucie Šafářová Barbora Strýcová | Timea Bacsinszky Jil Teichmann | 6-1, 4-6, [8-10] |

| France – Belgique : 3 - 2 Vendéspace, Mouilleron-le-Captif, France 10 - 11 février, Dur (int.) |                                    |                                |               |
| 3                                                                                              | Pauline Parmentier                 | Elise Mertens                  | 2-6, 1-6      |
| 3                                                                                              | Kristina Mladenovic                | Kirsten Flipkens               | 6-2, 6-4      |
| 3                                                                                              | Kristina Mladenovic                | Elise Mertens                  | 6-4, 6-4      |
| 3                                                                                              | Pauline Parmentier                 | Alison Van Uytvanck            | 1-6, 3-6      |
| 3                                                                                              | Amandine Hesse Kristina Mladenovic | Kirsten Flipkens Elise Mertens | 6-4, 2-6, 6-2 |

| États-Unis – Pays-Bas : 3 - 1 US Cellular Arena, Asheville, États-Unis 10 - 11 février, Dur (int.) |                                |                              |                |
| 4                                                                                                  | Venus Williams                 | Arantxa Rus                  | 6-1, 6-4       |
| 4                                                                                                  | Coco Vandeweghe                | Richèl Hogenkamp             | 4-6, 7-66, 6-3 |
| 4                                                                                                  | Venus Williams                 | Richèl Hogenkamp             | 7-5, 6-1       |
| 4                                                                                                  | Coco Vandeweghe                | Arantxa Rus                  | Non joué       |
| 4                                                                                                  | Serena Williams Venus Williams | Lesley Kerkhove Demi Schuurs | 2-6, 3-6       |

#### Demi-finales
| Allemagne – République tchèque : 1 - 4 Porsche-Arena, Stuttgart, Allemagne 21 - 22 avril, Terre battue (int.) |                                   |                                     |          |
| 5 | Julia Görges                      | Petra Kvitová                       | 3-6, 2-6 |
| 5 | Angelique Kerber                  | Karolína Plíšková                   | 5-7, 3-6 |
| 5 | Julia Görges                      | Karolína Plíšková                   | 6-4, 6-2 |
| 5 | Angelique Kerber                  | Petra Kvitová                       | 2-6, 2-6 |
| 5 | Anna-Lena Grönefeld Tatjana Maria | Kateřina Siniaková Barbora Strýcová | 5-7, ab. |

| France – États-Unis : 2 - 3 Arena du Pays d'Aix, Aix-en-Provence, France 21 - 22 avril, Terre battue (int.) |                                    |                                       |                  |
| 6 | Pauline Parmentier                 | Sloane Stephens                       | 63-7, 5-7        |
| 6 | Kristina Mladenovic                | Coco Vandeweghe                       | 1-6, 6-3, 6-2    |
| 6 | Kristina Mladenovic                | Sloane Stephens                       | 2-6, 0-6         |
| 6 | Pauline Parmentier                 | Madison Keys                          | 64-7, 4-6        |
| 6 | Amandine Hesse Kristina Mladenovic | Coco Vandeweghe Bethanie Mattek-Sands | 6-4, 3-6, [10-6] |

#### Finale
| République tchèque – États-Unis : 3 - 0 O2 Arena, Prague, République tchèque 10 - 11 novembre, Dur (int.) |                                       |                                  |                |
| 7 | Barbora Strýcová                      | Sofia Kenin                      | 65-7, 6-1, 6-4 |
| 7 | Kateřina Siniaková                    | Alison Riske                     | 6-3, 7-62      |
| 7 | Kateřina Siniaková                    | Sofia Kenin                      | 7-5, 5-7, 7-5  |
| 7 | Barbora Strýcová                      | Alison Riske                     | Non joué       |
| 7 | Barbora Krejčíková Kateřina Siniaková | Danielle Collins Nicole Melichar | Non joué       |

### Groupe mondial II
| Slovaquie – Russie : 4 - 1 Aegon Arena, Bratislava, Slovaquie 10 - 11 février, Dur (int.) |                                         |                                      |               |
| 1                                                                                         | Viktória Kužmová                        | Natalia Vikhlyantseva                | 4-6, 2-6      |
| 1                                                                                         | Magdaléna Rybáriková                    | Anna Kalinskaya                      | 5-7, 6-3, 6-4 |
| 1                                                                                         | Jana Čepelová                           | Natalia Vikhlyantseva                | 6-4, 6-4      |
| 1                                                                                         | Viktória Kužmová                        | Anastasia Potapova                   | 3-6, 6-3, 6-4 |
| 1                                                                                         | Jana Čepelová Anna Karolína Schmiedlová | Anna Kalinskaya Veronika Kudermetova | 6-3, 6-2      |

| Australie – Ukraine : 3 - 2 Canberra Tennis Centre, Canberra, Australie 10 - 11 février, Gazon (ext.) |                                |                                   |               |
| 2 | Ashleigh Barty                 | Lyudmyla Kichenok                 | 4-6, 6-1, 6-4 |
| 2 | Daria Gavrilova                | Marta Kostyuk                     | 63-7, 3-6     |
| 2 | Ashleigh Barty                 | Marta Kostyuk                     | 6-2, 6-3      |
| 2 | Daria Gavrilova                | Nadiia Kichenok                   | 6-4, 2-6, 3-6 |
| 2 | Ashleigh Barty Casey Dellacqua | Lyudmyla Kichenok Nadiia Kichenok | 6-3, 6-4      |

| Roumanie – Canada : 3 - 1 Sala Polivalentă din Cluj-Napoca, Cluj-Napoca, Roumanie 10 - 11 février, Dur (int.) |                         |                               |                  |
| 3 | Sorana Cîrstea          | Carol Zhao                    | 6-2, 6-2         |
| 3 | Irina-Camelia Begu      | Bianca Andreescu              | 6-3, 64-7, 6-2   |
| 3 | Irina-Camelia Begu      | Katherine Sebov               | 6-2, 6-4         |
| 3 | Sorana Cîrstea          | Bianca Andreescu              | Non joué         |
| 3 | Ana Bogdan Raluca Olaru | Gabriela Dabrowski Carol Zhao | 6-4, 1-6, [6-10] |

| Italie – Espagne : 3 - 2 Pala Tricalle "Sandro Leombroni", Chieti, Italie 10 - 11 février, Terre battue (int.) |                                        |                                                   |                |
| 4 | Jasmine Paolini                        | Carla Suárez Navarro                              | 2-6, 3-6       |
| 4 | Sara Errani                            | Lara Arruabarrena                                 | 6-1, 6-1       |
| 4 | Sara Errani                            | Carla Suárez Navarro                              | 6-3, 3-6, 6-3  |
| 4 | Deborah Chiesa                         | Lara Arruabarrena                                 | 6-4, 2-6, 7-67 |
| 4 | Elisabetta Cocciaretto Jasmine Paolini | Georgina García Pérez María José Martínez Sánchez | 4-6, 3-6       |

### Barrages du groupe mondial I
| Biélorussie – Slovaquie : 3 - 2 Tchyjowka-Arena, Minsk, Biélorussie 21 - 22 avril, Dur (int.) |                             |                                            |                |
| 4                                                                                             | Aliaksandra Sasnovich       | Jana Čepelová                              | 7-66, 7-5      |
| 4                                                                                             | Aryna Sabalenka             | Viktória Kužmová                           | 2-6, 6-2, 65-7 |
| 4                                                                                             | Aryna Sabalenka             | Anna Karolína Schmiedlová                  | 6-3, 6-4       |
| 4                                                                                             | Aliaksandra Sasnovich       | Viktória Kužmová                           | 1-6, 63-7      |
| 4                                                                                             | Vera Lapko Lidziya Marozava | Viktória Kužmová Anna Karolína Schmiedlová | 6-3, 6-4       |

| Roumanie – Suisse : 3 - 1 Sala Polivalentă din Cluj-Napoca, Cluj-Napoca, Roumanie 21 - 22 avril, Terre battue (int.) |                                   |                                 |                  |
| 3 | Simona Halep                      | Viktorija Golubic               | 6-3, 1-6, 6-1    |
| 3 | Irina-Camelia Begu                | Timea Bacsinszky                | 6-4, 6-1         |
| 3 | Simona Halep                      | Patty Schnyder                  | 6-2, 6-1         |
| 3 | Irina-Camelia Begu                | Viktorija Golubic               | Non joué         |
| 3 | Mihaela Buzărnescu Sorana Cîrstea | Viktorija Golubic Jil Teichmann | 6-0, 0-6, [6-10] |

| Australie – Pays-Bas : 4 - 1 Wollongong Entertainment Centre, Wollongong, Australie 21 - 22 avril, Dur (int.) |                                |                              |           |
| 2 | Samantha Stosur                | Lesley Kerkhove              | 5-7, 61-7 |
| 2 | Ashleigh Barty                 | Quirine Lemoine              | 6-0, 6-2  |
| 2 | Ashleigh Barty                 | Lesley Kerkhove              | 6-4, 6-2  |
| 2 | Daria Gavrilova                | Quirine Lemoine              | 6-3, 6-2  |
| 2 | Destanee Aiava Daria Gavrilova | Lesley Kerkhove Demi Schuurs | 6-3, 6-2  |

| Italie – Belgique : 0 - 4 Valletta Cambiaso ASD, Gênes, Italie 21 - 22 avril, Terre battue (ext.) |                                |                                |                |
| 1                                                                                                 | Jasmine Paolini                | Elise Mertens                  | 1-6, 5-7       |
| 1                                                                                                 | Sara Errani                    | Alison Van Uytvanck            | 4-6, 7-66, 2-6 |
| 1                                                                                                 | Sara Errani                    | Elise Mertens                  | 3-6, 1-6       |
| 1                                                                                                 | Jasmine Paolini                | Alison Van Uytvanck            | Non joué       |
| 1                                                                                                 | Deborah Chiesa Jasmine Paolini | Kirsten Flipkens Elise Mertens | 1-6, 4-6       |

### Barrages du groupe mondial II
| Russie – Lettonie : 2 - 3 Tennis Development Center, Khanty-Mansiïsk, Russie 21 - 22 avril, Terre battue (int.) |                                     |                                    |               |
| 1 | Anastasia Pavlyuchenkova            | Anastasija Sevastova               | 6-3, 2-6, 6-4 |
| 1 | Ekaterina Makarova                  | Jeļena Ostapenko                   | 5-7, 4-6      |
| 1 | Anastasia Pavlyuchenkova            | Jeļena Ostapenko                   | 5-7, 1-6      |
| 1 | Ekaterina Makarova                  | Anastasija Sevastova               | 2-6, 5-7      |
| 1 | Elena Vesnina Natalia Vikhlyantseva | Diāna Marcinkēviča Daniela Vismane | 6-4, 6-2      |

| Espagne – Paraguay : 3 - 1 Centro de Tenis La Manga Club, Carthagène, Espagne 21 - 22 avril, Terre battue (ext.) |                                                   |                                          |               |
| 2 | Carla Suárez Navarro                              | Verónica Cepede Royg                     | 6-2, 6-2      |
| 2 | Garbiñe Muguruza                                  | Montserrat González                      | 6-4, 5-7, 6-4 |
| 2 | Garbiñe Muguruza                                  | Verónica Cepede Royg                     | 7-62, 6-0     |
| 2 | Carla Suárez Navarro                              | Montserrat González                      | Non joué      |
| 2 | Georgina García Pérez María José Martínez Sánchez | Verónica Cepede Royg Montserrat González | 3-6, 2-6      |

| Canada – Ukraine : 3 - 2 Stade Uniprix, Montréal, Canada 21 - 22 avril, Dur (int.) |                                     |                                  |                   |
| 3                                                                                  | Bianca Andreescu                    | Lesia Tsurenko                   | 6-4, 3-6, 0-4 ab. |
| 3                                                                                  | Eugenie Bouchard                    | Kateryna Bondarenko              | 6-2, 7-5          |
| 3                                                                                  | Eugenie Bouchard                    | Lesia Tsurenko                   | 4-6, 6-2, 7-65    |
| 3                                                                                  | Gabriela Dabrowski                  | Kateryna Bondarenko              | 6-3, 2-6, 1-6     |
| 3                                                                                  | Bianca Andreescu Gabriela Dabrowski | Kateryna Bondarenko Olga Savchuk | 6-3, 4-6, 6-3     |

| Japon – Grande-Bretagne : 3 - 2 Bourbon Beans Dome, Miki, Japon 21 - 22 avril, Dur (int.) |                           |                              |               |
| 4                                                                                         | Naomi Osaka               | Heather Watson               | 6-2, 6-3      |
| 4                                                                                         | Kurumi Nara               | Johanna Konta                | 4-6, 2-6      |
| 4                                                                                         | Naomi Osaka               | Johanna Konta                | 3-6, 3-6      |
| 4                                                                                         | Kurumi Nara               | Heather Watson               | 7-67, 6-4     |
| 4                                                                                         | Miyu Kato Makoto Ninomiya | Johanna Konta Heather Watson | 3-6, 6-3, 6-3 |